# Турска на Светском првенству у атлетици на отвореном 2023.
Турска је на 19. Светском првенству у атлетици на отвореном 2023. одржаном у Будимпешти од 19. до 27. августа учествовала деветнаести пут, односно, учествовала је на свим светским првенствима одржаним до данас. Према пријави репрезентацију Турске представљало је 17 атлетичара (10 мушкарца и 7 жене), који су се такмичили у 14 атлетских дисциплина (8 мушких и 6 женских). ,
На овом првенству такмичари Турске нису освојили ниједну медаљу нити су остварили неки резултат.

## Учесници
| Мушкарци: - Рамил Гулијев — 200 м - Хусејин Џан — Маратон - Кан Киген Озбилен — Маратон - Микдат Севлер — 110 м препоне - Јасмани Копељо — 400 м препоне - Исмаил Незир — 400 м препоне - Салих Коркмаз — 20 км ходање - Алперен Аџет — Скок увис - Ерсу Шашма — Скок мотком - Неџати Ер — Троскок | Жене: - Шилан Ајлдиз — 1.500 м - Уму Кираз — Маратон - Јајла Гонен — Маратон - Тугба Гувенц — 3.000 метара препреке - Мерјем Бекмез — 20 км ходање - Тугба Данисмаз — Троскок - Еда Тугсуз — Бацање копља |

## Резултати

### Мушкарци
| Атлетичар         | Дисциплина    | Лични рекорд | Квалификације     | Квалификације     | Полуфинале           | Полуфинале           | Финале               | Финале       | Детаљи |
| Атлетичар         | Дисциплина    | Лични рекорд | Резултат          | Место             | Резултат             | Место                | Резултат             | Место        | Детаљи |
| ----------------- | ------------- | ------------ | ----------------- | ----------------- | -------------------- | -------------------- | -------------------- | ------------ | ------ |
| Рамил Гулијев     | 200 м препоне | 19,76 НР     | 20,89             | 6. у гр. 5        | Није се квалификовао | Није се квалификовао | Није се квалификовао | 38 / 54 (57) |        |
| Хусејин Џан       | Маратон       | 2:11:56      |                   |                   |                      |                      | 2:22:11 ЛРС          | 50 / 60 (85) |        |
| Кан Киген Озбилен | Маратон       | 2:04:16 НР   | Није завршио трку | Није завршио трку |                      |                      |                      |              |        |
| Микдат Севлер     | 110 м препоне | 13,36 НР     | 13,92(.912)       | 9. у гр. 4        | Није се квалификовао | Није се квалификовао | Није се квалификовао | 38 / 43 (45) |        |
| Јасмани Копело    | 400 м препоне | 47,81 НР     | 48,92 кв          | 5. у гр. 5        | 48,66 ЛРС            | 6. у гр. 3           | Није се квалификовао | 14 / 41 (43) |        |
| Исмаил Незир      | 400 м препоне | 48,72        | 49,92             | 6. у гр. 2        | Није се квалификовао | Није се квалификовао | Није се квалификовао | 31 / 41 (43) |        |
| Салих Коркмаз     | 20 км ходање  | 1:18:42 НР   |                   |                   |                      |                      | 1:19:49 ЛРС          | 16 / 47 (50) |        |
| Алперен Аџет      | Скок увис     | 2,30 НР      | 2,22              | 12. у гр. А       |                      |                      | Није се квалификовао | 23 / 35 (36) |        |
| Ерсу Шашма        | Скок мотком   | 5,90 НР      | 5,75 кв           | 6. у гр. А        | 5,55                 | 12 / 29 (34)         |                      |              |        |
| Неџати Ер         | Троскок       | 17,37 НР     | 16,59             | 8. у гр. А        | Није се квалификовао | 16 / 31 (37)         |                      |              |        |

### Жене
| Атлетичар           | Дисциплина       | Лични рекорд | Квалификације      | Квалификације      | Полуфинале            | Полуфинале            | Финале                | Финале          | Детаљи |
| Атлетичар           | Дисциплина       | Лични рекорд | Резултат           | Место              | Резултат              | Место                 | Резултат              | Место           | Детаљи |
| ------------------- | ---------------- | ------------ | ------------------ | ------------------ | --------------------- | --------------------- | --------------------- | --------------- | ------ |
| Шилан Ајлдиз        | 1.500 м          | 4:10,59      | 4:14,96            | 14. у гр. 1        | Није се квалификовала | Није се квалификовала | Није се квалификовала | 54 / 55 (56)    |        |
| Уму Кираз           | Маратон          | 2:34:37      |                    |                    |                       |                       | 2:33:23 ЛР            | 23 / 65 (78)    |        |
| Јајла Гонен         | Маратон          | 2:29:10      | Није завршила трку | Није завршила трку |                       |                       |                       |                 |        |
| Тугба Гувенц        | 3.000 м препреке | 9:25,58      | 9:50,96            | 10. у гр. 1        |                       |                       | Није се квалификовала | 31 / 35         |        |
| Кристина Пападопулу | 20 км ходање     | 1:32:53      |                    |                    |                       |                       | Није стартовала       | Није стартовала |        |
| Тугба Данисмаз      | Троскок          | 14,31 НР     | 14,11              | 8. у гр. А         |                       |                       | Није се квалификовала | 14 / 36         |        |
| Еда Тугсуз          | Бацање копља     | 67,21 НР     | Без исправног хица | Без исправног хица | Није се квалификовала | Није се квалификовала |                       |                 |        |